# Amsterdam-Centrum

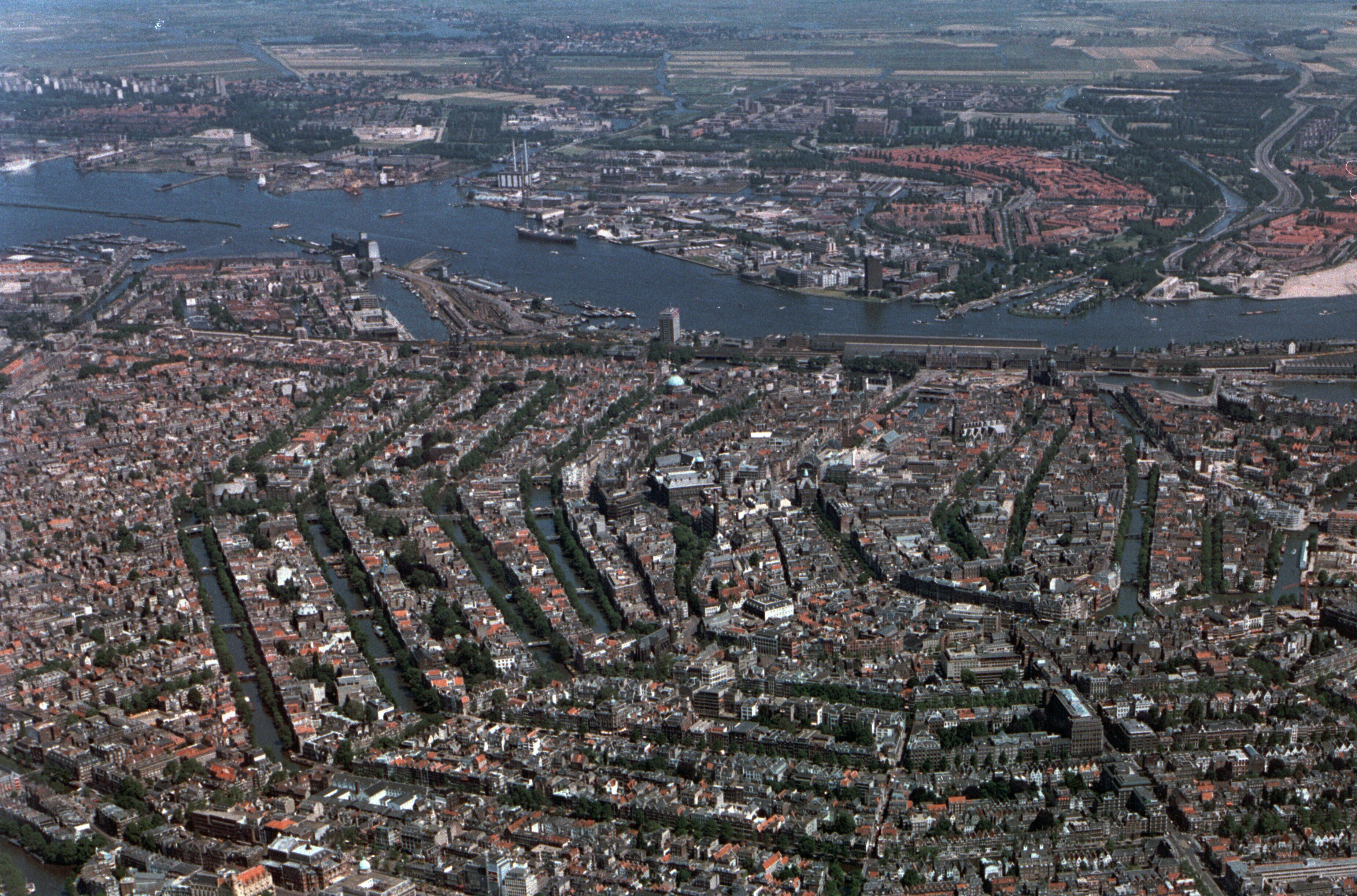
Luftbild Amsterdam-Centrum

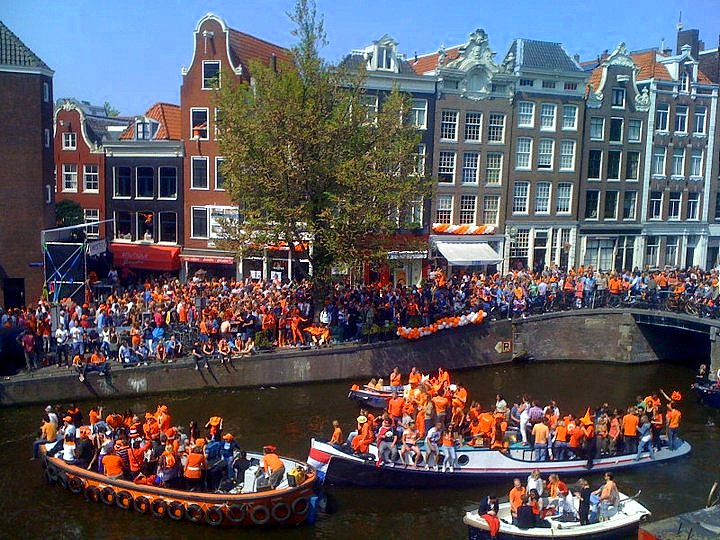
Königinnentag 2010

Amsterdam-Centrum ist der zentrale Stadtbezirk der großstädtischen Gemeinde Amsterdam in der niederländischen Provinz Nordholland. Im Jahr 2024 zählte die Innenstadt (niederländisch Centrum) 91.733 Einwohner, die Fläche betrug 8,04 km², davon 1,73 km² Wasser.

## Stadtteile in Amsterdam–Centrum
- Haarlemmerbuurt
- Burgwallen-Nieuwe Zijde
- Burgwallen-Oude Zijde
- Nieuwmarkt/Lastage
- Oostelijke Eilanden/Kadijken
- Weesperbuurt/Plantage
- De Weteringschans
- Grachtengordel-Zuid
- Grachtengordel-West
- Jordaan[2]

## Sehenswürdigkeiten
- Dam Hauptplatz der Stadt
- Paleis op de Dam Königlicher Palast
- Nationalmonument
- Ehemaliges Hauptpostamt
- De Waag Ehemaliges Stadttor
- Munttoren Münzturm
- Montelbaanstoren Wartturm
- Beginenhof  Mittelalterlicher Hofje
- Oude Kerk Kirchengebäude
- Nieuwe Kerk Kirchengebäude
- Basilika St. Nikolaus Kirchengebäude
- Noorderkerk Kirchengebäude
- Westerkerk  Kirchengebäude
- Zuiderkerk Kirchengebäude
- De Krijtberg Kirchengebäude
- De Wallen Rotlichtbezirk
- Neun Straßen Einkaufsviertel Negen Straatjes
- Madame Tussauds Wachsfigurenkabinett
- Homomonument Homosexuellendenkmal
- Paradiso  Konzert- und Veranstaltungszentrum
- Melkweg Pop-Podium und Kulturzentrum
- Blumenmarkt
- Diamantenmuseum
- Atria Institut für Emanzipation und Frauengeschichte
- The Amsterdam Dungeon Folterkeller-Museum
- Taschenmuseum Hendrikje
- Amsterdam Pipe Museum Pfeifenmuseum
- Amsterdam Tulip Museum Tulpenmuseum
- Hash Marihuana & Hemp Museum Haschisch Marihuana und Hanf Museum
- Anne-Frank-Haus
- Holocaust Namenmonument Nationales Holocaust-Denkmal